# ビル・クレイバー
ビル・クレイバー（Bill Craver、1844年6月 - 1901年6月17日）は、アメリカ合衆国のプロ野球選手。
1844年にニューヨーク州トロイで生まれた。1866年にトロイ・ヘイメーカーズ（当時はランシングバーグ・ユニオンズとして知られた）で野球選手としてのキャリアをスタートした。
1870年の一時期、彼はシカゴ・ホワイト ストッキングスに所属していたが、翌年チームがプロになったためトロイに戻る。また、その年チームのキャプテンを務め、1872 年にボルチモア・カナリーズに入団した。
1873年もボルチモアに留まり、1874年にフィラデルフィア・ホワイトストッキングスに入団した。1875年にはフィラデルフィアの他のさまざまなチームでプレーしたが、1876年にはニューヨーク・ミューチュアルズでプレーした。
1877年、クレイバーはチームメイトのジョージ・ホール、アル・ニコルズ、ジム・デブリンとともに、賭博師から金銭を得る目的で八百長を働いたとしてMLBから追放された。クレイバーは過去にもこのようなことをしていたことは知られていたようだが、今回は許されなかった。
野球選手としてのキャリアを終えた後、彼は警察官となり、1892年に南北戦争での従軍による傷痍退役軍人手当を受け取るようになった。
クレイバーは1901年に心臓病で死去し、妻のキャサリンも1か月も経たないうちに死去した。